# Provincia di Sondrio (Lombardo-Veneto)
La provincia di Sondrio, detta anche Provincia della Valtellina, era una provincia del Regno Lombardo-Veneto, istituita nel 1815 ed esistita dal 1816 al 1859.
Capoluogo era la città di Sondrio.

## Organi
Come tutte le province del Regno, anche Sondrio era guidata da un Regio Delegato di nomina imperiale, aiutato da un'Imperial Regia Delegazione Provinciale che si occupava dei vari settori dell'amministrazione pubblica. A rappresentare le classi agiate vi era una Congregazione Provinciale nominata dal Governo su proposta della Congregazione Centrale, e composta da due nobili e due possidenti della provincia, più un borghese del capoluogo e più il Regio Delegato che la presiedeva.

## Storia
La provincia fu creata nel 1816 all'atto della costituzione del Regno Lombardo-Veneto, succedendo al dipartimento dell'Adda di epoca napoleonica.

### Suddivisione amministrativa all'atto dell'istituzione (1816)
All'atto dell'istituzione, la provincia era divisa in 7 distretti:
- distretto I di Sondrio
- distretto II di Ponte
- distretto III di Tirano
- distretto IV di Morbegno
- distretto V di Traona
- distretto VI di Bormio
- distretto VII di Chiavenna

### La riforma dei distretti del 1853
La notificazione del 23 giugno 1853 ridusse i distretti da 7 a 5:
- distretto I di Sondrio
- distretto II di Tirano
- distretto III di Morbegno
- distretto IV di Chiavenna
- distretto V di Bormio

L'ultima modifica amministrativa avvenne nel 1858 quando fu creato il comune di Castello dell'Acqua separandolo dal comune di Chiuro.

### Variazioni Amministrative
- 1816
  - Ambria aggregato a Piateda
  - Arigna aggregato a Ponte
  - Biolo aggregato ad Ardenno
  - Campo aggregato a Tartano
  - Campo aggregato a Torre
  - Codera aggregato a Novate
  - Gallivaggio aggregato a San Giacomo
  - Monastero aggregato a Dubino
  - Pianazzo aggregato a Isola
  - Piatta aggregato a Cepina
  - Pedemonte aggregato a Berbenno
  - Premadio aggregato a Isolaccia
  - Sacco aggregato a Cosio
  - San Bernardo aggregato a San Giacomo
  - San Gottardo aggregato a San Niccolò
  - San Martino aggregato a Bagni
  - Sant'Antonio Morignone aggregato a Cepina
  - Sazzo aggregato a Ponte
  - Sommarovina aggregato a San Giacomo
  - Tresenda aggregato a Teglio
  - Val Madre aggregato a Fusine
- 1818
  - Castello dell'Acqua aggregato a Chiuro ricostituito nel 1858
- 1823
  - Aprica aggregato a Teglio
  - Boalzo aggregato a Teglio
  - Carona aggregato a Teglio
  - San Giacomo aggregato a Teglio
  - Stazzona aggregato a Villa
  - Polaggia aggregato a Berbenno

### Passaggio al Regno di Sardegna (1859)
Nel 1859, in seguito alla seconda guerra d'indipendenza, la Pace di Zurigo dispose l'annessione della Lombardia (esclusa Mantova e gran parte della sua provincia) al Regno di Sardegna.
Il governo sardo emanò il Decreto Rattazzi, che ridisegnava la suddivisione amministrativa del Regno. La provincia di Sondrio rimase tuttavia invariata.